# Ростовцев, Алексей Иванович
Алексей Иванович Ростовцев (ок. 1690 — после января 1746 года) — русский художник-гравёр.
Алексей Ростовцев учился рисунку и гравированию в Москве у В. О. Киприанова, с последним гравировал лист «Брюсова календаря», работал у него при издании второго варианта «Книги Марсовой». С 1711 года работал в Санкт-Петербурге — в типографии и в гравировальной палате Академии наук (1728—1729) помощником голландского гравёра Питера Пикарта. В последующие годы жил в Москве; в 1746 году гравировал по заказу Московской синодальной типографии.
Гравировал резцом и офортом виды Петербурга к панораме А. Зубова (Ораниенбаум, Котлин остров, Кроншлот, Екатерингоф, дом светлейшего князя Меншикова, Гостин Двор, Питер Гоф), Траурную залу в Зимнем дворце Петра I, фейерверки и иллюминации.
Среди наиболее известных произведений — вид осады Выборга в 1710 г., выполненный в 1715 году.